# Jacques Becker

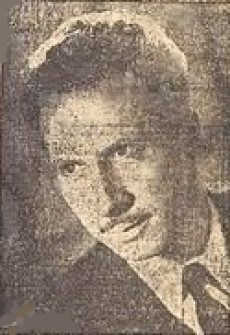
Jacques Becker

Jacques Becker (París, 15 de septiembre de 1906-París, 21 de febrero de 1960) fue un director de cine francés, autor de importantes clásicos como La evasión (Le trou, 1960) o París, bajos fondos (Casque d'or, 1952). Se casó con la actriz Françoise Fabian y fue padre del también director Jean Becker.

## Infancia y juventud
Su padre era administrador de la sociedad Fulmen y su madre (de origen escocés e irlandés) tenía un taller de costura en la calle Cambon de París, junto a la casa de modas Chanel. La familia Becker iba regularmente de vacaciones a Marlotte-sur-Loing, donde frecuentaba a Paul Cézanne, hijo del pintor. 
En una de estas estancias vacacionales, Jacques Becker trabó amistad con Jean Renoir (hijo, a su vez, de Pierre-Auguste Renoir), quien había acudido de visita a casa de los Cézanne. Jacques Becker sentía gran afición por el cine y también por la música de jazz, hasta el extremo de buscar trabajo en los transatlánticos que hacían la ruta El Havre-Nueva York con la intención de poder oír a los músicos de jazz americanos. En 1928, durante uno de estos viajes, conoció a King Vidor, quien le ofreció participar en sus películas como actor, aunque a Becker le interesaba más la puesta en escena. Tras casarse y rechazar la proposición de su padre de trabajar en la empresa donde él estaba empleado, consiguió ser asistente de dirección de Jean Renoir.

## Carrera cinematográfica

### Primeras películas
Jacques Becker deseaba iniciar una carrera como director y, junto a Pierre Prévert rodó un cortometraje titulado Le commissaire est bon enfant, le gendarme est sans pitié (1935), basado en la obra teatral homónima de Georges Courteline. Con Prévert escribió el guion de un largometraje que finalmente dirigirá Jean Renoir: Le crime de monsieur Lange (1936), una historia romántica con trasfondo social. Becker será el asistente de dirección de Renoir en La vie est à nous. 
Conseguirá, por fin, que le encomienden el rodaje de su primer largometraje, que se titularía L'or du Cristobal 1939. Los problemas de financiación de los productores hicieron que el rodaje se paralizara, ya que Becker se negaba a rebajar la calidad de la película con un rodaje más apresurado o barato. A causa de la Segunda Guerra Mundial Becker fue movilizado, circunstancia que los productores aprovecharon para encargar a Jean Stelli la finalización de la película.
Tras caer prisionero y ser repatriado gracias a la mediación de la Cruz Roja, Becker regresa a París.
Durante la Ocupación, Becker rodó tres películas muy distintas entre sí, pero donde se aprecia el estilo preciosista y el empleo libre y vivaz de la cámara que caracterizarán a Becker. Estas películas fueron Dernier Atout (1942, su primer largometraje), Goupi-Mains rouges (1943, basada en la novela homónima de Pierre Véry) y Falbalas (1945). 
Precisamente durante el rodaje de Falbalas se produjo la victoria de los trapas aliadas. Y gracias al material devuelto (cámaras y película), Becker podrá rodar la película La Libération de Paris. Cuando se estableció una Comisión de Depuración para investigar el comportamiento de los artistas durante el dominio nazi, dado su valor moral reconocido Becker intervendrá en defensa de Henri-Georges Clouzot.

### Tras la Segunda Guerra Mundial
Becker rodó una serie de comedias de gran éxito que le convirtieron en los años 40 y 50 en uno de los cineastas franceses más conocidos: Antoine et Antoinette (1947, Palma de oro del Festival de Cannes), Rendez-vous de juillet (1949, premio Louis Delluc, Edouard et Caroline (1951) y Calle de la Estrapada (Rue de l'Estrapade, 1953). 
Su gusto por la observación de la sociedad tras la Liberación, su mirada sobre los personajes, su talento para la dirección de actores y el equilibrio entre la agudeza psicológica de los diálogos y la perfección de la puesta en escena caracterizan estas películas en las que se reflejan todas las clases sociales y que servirán de inspiración a François Truffaut y sus películas sobre el personaje de Antoine Doinel.
En Casque d'or (París, bajos fondos, 1952) dirigió a Simone Signoret, quien interpretó a una prostituta. La película retrata los ambientes marginales del París de principios del siglo XX. En 1954 rodó No toquéis la pasta (Touchez pas au grisbi, basada en la novela de Albert Simonin), que se convirtió en el prototipo del cine negro francés y sirvió para relanzar la carrera de Jean Gabin.
Su siguiente película, Ali Baba et les quarante voleurs (1954, era una farsa puesta al servicio del lucimiento del cómico Fernandel. Después rodó un film basado en el personaje de Arsenio Lupin, creado por el escritor Maurice Leblanc. Se tituló Les Aventures d'Arsène Lupin (1957) y estuvo protagonizada por Robert Lamoureux.
Tras estas obras menores, Becker rodó una película de gran valor: Los amantes de Montparnasse (Montparnasse 19, 1958), un melodrama sobre la vida del pintor Modigliani, protagonizado por Gérard Philipe. Tras esta película, rodó otra de sus obras maestras, La evasión (Le Trou) (1960), cuyo rigor y sobriedad le acercaron al estilo depurado de Robert Bresson.

## Muerte
Becker no llegó a ver estrenada su última película. Murió en París en 1960 y fue enterrado en el cementerio de Montparnasse.

## Filmografía
- 1935: Tête de turc
- 1935: Le commissaire est bon enfant, le gendarme est sans pitié
- 1936: La vie est à nous
- 1939: L'Or du Cristobal (película terminada por Jean Stelli)
- 1942: Dernier Atout
- 1943: Goupi Mains Rouges
- 1943: Falbalas
- 1947: Antoine et Antoinette
- 1949: Rendez-vous de juillet
- 1950: Édouard et Caroline
- 1952: Casque d'or (París, bajos fondos)
- 1953: Touchez pas au grisbi (No toquéis la pasta)
- 1953: Rue de l'Estrapade (Calle de la Estrapada)
- 1954: Ali Baba et les quarante voleurs
- 1957: Les Aventures d'Arsène Lupin
- 1958: Montparnasse 19 (Los amantes de Montparnasse)
- 1960: Le Trou (La evasión)

## Ayudante de dirección
- 1931: Y'en a pas deux comme Angélique, de Roger Lion
- 1932: La Nuit du carrefour, de Jean Renoir
- 1932: Boudu sauvé des eaux, de Jean Renoir
- 1933: Chotard et Cie, de Jean Renoir
- 1934 : Madame Bovary, de Jean Renoir
- 1936 : La vie est à nous, de Jean Renoir
- 1936 : Partie de campagne, de Jean Renoir
- 1936 : Les Bas-fonds, de Jean Renoir
- 1937 : La Grande Illusion de Jean Renoir
- 1938 : La Marseillaise, de Jean Renoir
- 1940 : L'Héritier des Mondésir, de Albert Valentin

## Premios y distinciones
Festival Internacional de Cine de Cannes
| Año  | Categoría                | Película              | Resultado |
| ---- | ------------------------ | --------------------- | --------- |
| 1947 | Mejor película romántica | Antoine et Antoinette | Ganador   |